# موزه مومیایی ۲
موزه مومیایی ۲: گم‌شدن در زمان (به انگلیسی: Waxwork II: Lost in Time) یک فیلم آمریکایی در سبک خیال‌پردازی تاریک و کمدی به نویسندگی و کارگردانی آنتونی هیکاکس که در سال ۱۹۹۲ منتشر شد. این فیلم دنباله‌ای بر فیلم موزه مومیایی محصول سال ۱۹۸۸ محسوب می‌شود. فیلم در ۲۶ مارس ۱۹۹۲ در فیلیپین به نمایش درآمد، در حالی که در ۱۶ ژوئن ۱۹۹۲ به صورت ویدئویی در ایالات متحده پخش شد.
اگرچه فیلمنامه توسط یک نویسنده بریتانیایی نوشته شده بود، اما بازیگران آمریکایی اجازه داشتند که دیالوگ‌ها را به زبان خودشان بیان کنند و شیوه‌های گفتاری رایج انگلیسی را با شیوه‌های آمریکایی جایگزین کردند.